# Veselý Žďár
Veselý Žďár é uma comuna checa localizada na região de Vysočina, distrito de Havlíčkův Brod.